# Brücke von Andau

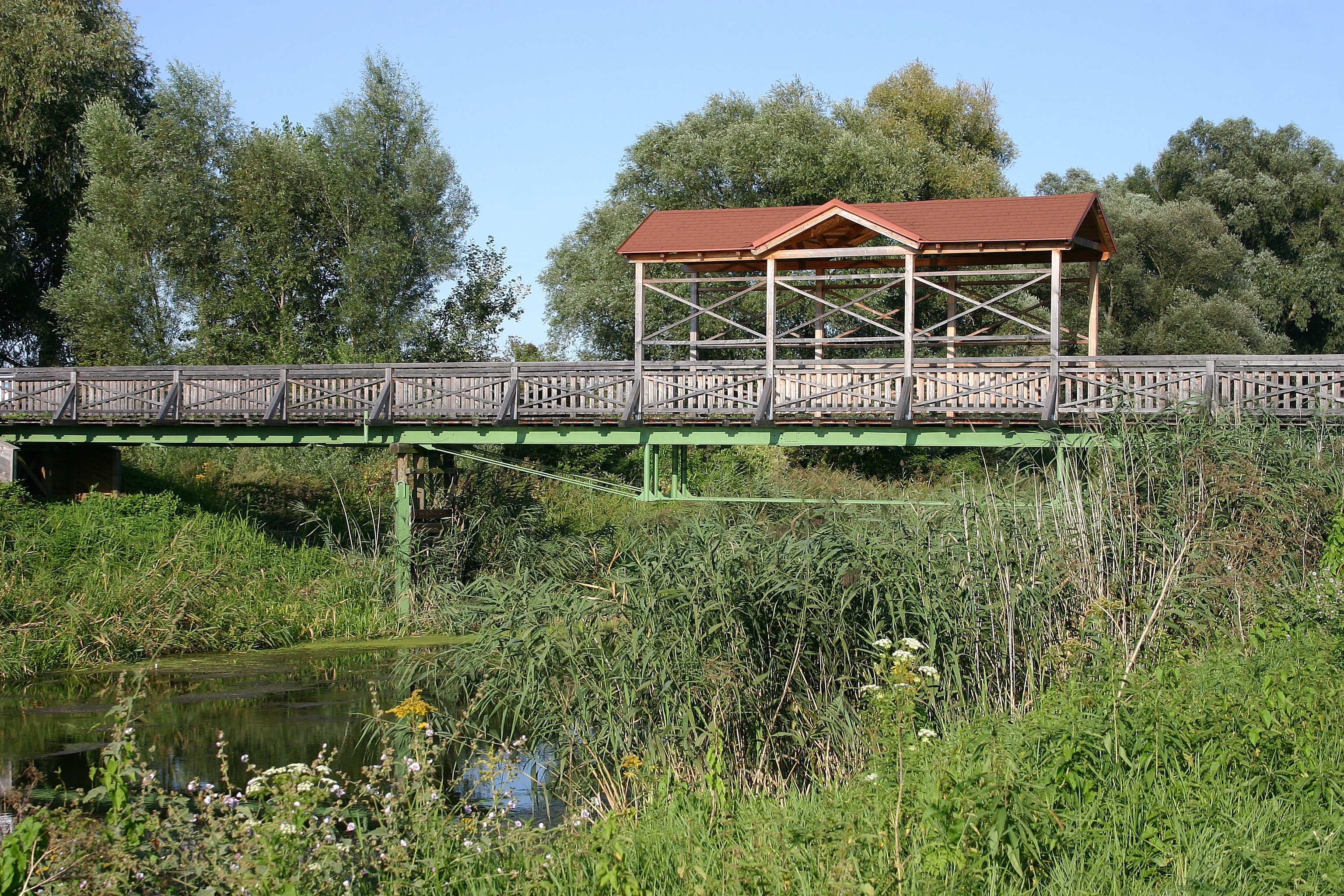
Die 1996 wieder errichtete Brücke von Andau (Sept. 2008)

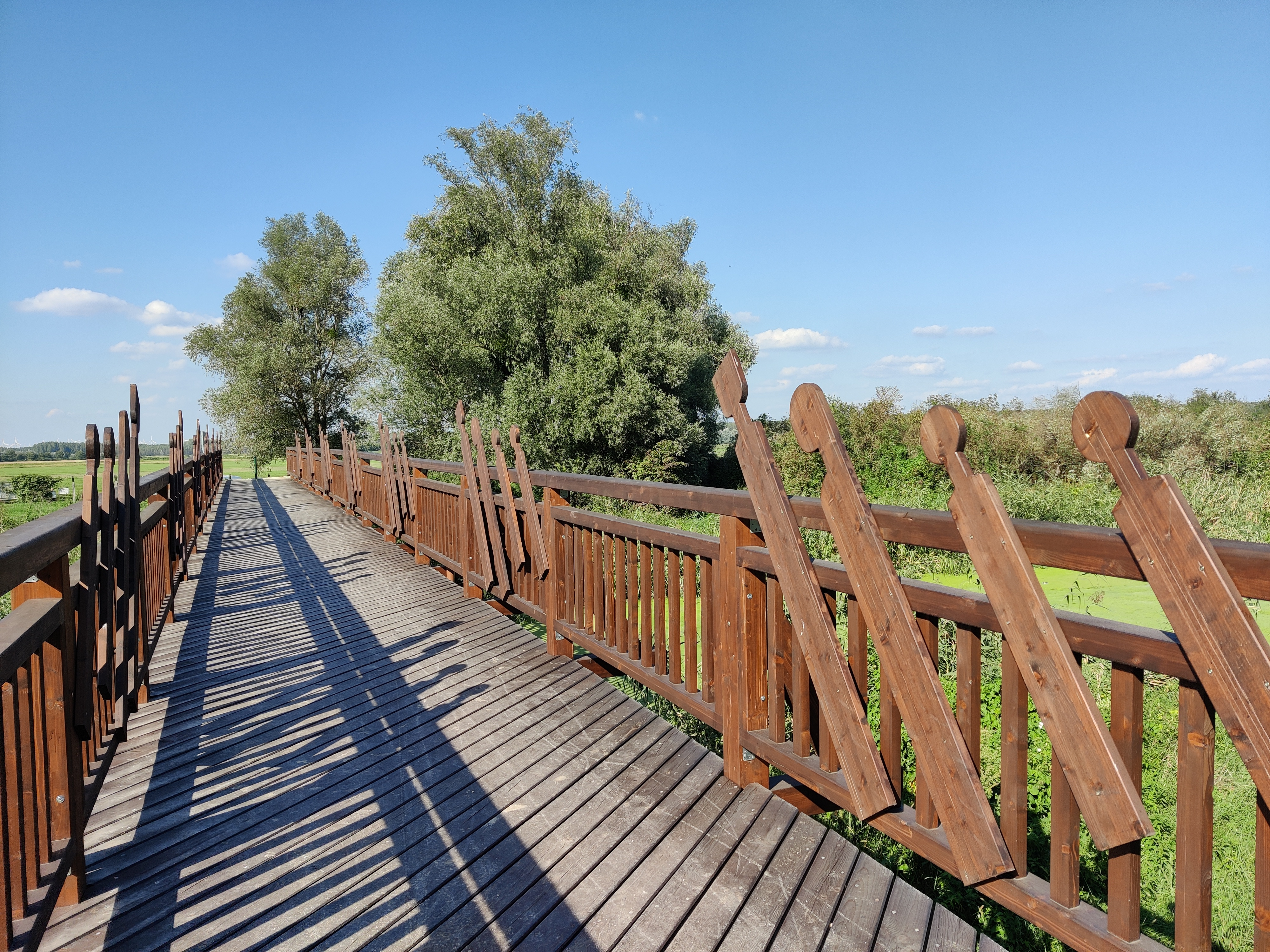
Die Brücke von Andau nach dem originalgetreuen Nachbau 2022

Die Brücke von Andau ist eine kleine Holzbrücke über den Einser-Kanal an der österreichisch-ungarischen Grenze im Seewinkel nahe der Ortschaft Andau (ungarisch Mosontarcsa). Berühmt wurde sie, als nach der Niederschlagung des Ungarischen Volksaufstands 1956 hier zehntausende Menschen nach Österreich flüchteten.

## Geschichte
Die Brücke diente bis 1956 den örtlichen Landwirten im Seewinkel als Hilfsbrücke zur Erreichung ihrer Felder, die oft auf beiden Seiten der Grenze lagen. Die Brücke überquert den Einser-Kanal.
Im Laufe des Ungarischen Volksaufstandes kam es ab dem Sommer 1956 zu einer Flüchtlingswelle in den Westen. Insgesamt flohen über 200.000 Ungarn, allein im Bereich Andau kamen ca. 70.000 Menschen über die Grenze nach Österreich.
Am Nachmittag des 21. November 1956 wurde die Holzbrücke von sowjetischen Soldaten gesprengt.
Zum Gedächtnis wurde 40 Jahre später die Neue Brücke von Andau in Zusammenarbeit ungarischer und österreichischer Soldaten errichtet und am 14. September 1996 feierlich eröffnet. Nach 10 Jahren wurde die bereits wieder morsche Brücke von Pionieren des Bundesheeres neu errichtet. 2021 musste diese Brücke wegen Baufälligkeit erneut gesperrt werden. Ein Jahr später wurde sie von ungarischer Seite neu errichtet. Die Brücke wurde originalgetreu nachgebaut und dabei der 1996 gebaute, überdachte Teil in der Mitte entfernt. Weiterhin wurden 56 symbolische Holzfiguren mit 56 Grad Neigung angebracht.
Einen Blick auf die neu errichtete geschichtsträchtige Brücke kann man vom Aussichtsturm aus an der Grenze beim Einserkanal werfen.

## Die Fluchtstraße
Der Weg zwischen Andau und der Brücke ist rund neun Kilometer lang und wird Die Fluchtstraße genannt. Entlang dieses Weges haben zahlreiche Künstler aus aller Welt mit ihren Skulpturen und Installationen eine einmalige Freiluftgalerie geschaffen.
In Richtung Süden kommt man über die neue Brücke von Andau auf ungarischer Seite in einen Korridor, der von April bis Oktober für Fußgänger und Radfahrer geöffnet ist.

## Rezeption

### Film
- Der Bockerer III – Die Brücke von Andau, Regie: Franz Antel

### Kunstwerk in Graz
2022 wurde etwa 30 m oberhalb der Rösselmühle und auf Höhe Postgarage ein Kunstwerk temporär über den Grazer Mühlgang errichtet. Es stellte den leicht konischen Holzgittermast samt Kabine eines Wachturms dar, der dank einer Bretterlage einige Wochen das Queren des Mühlgangs erlaubte. Das Bauwerk aus Vierkantholz, Eisenwinkeln und OSB-Platten wurde wieder vollständig entfernt.

## Bildgalerie

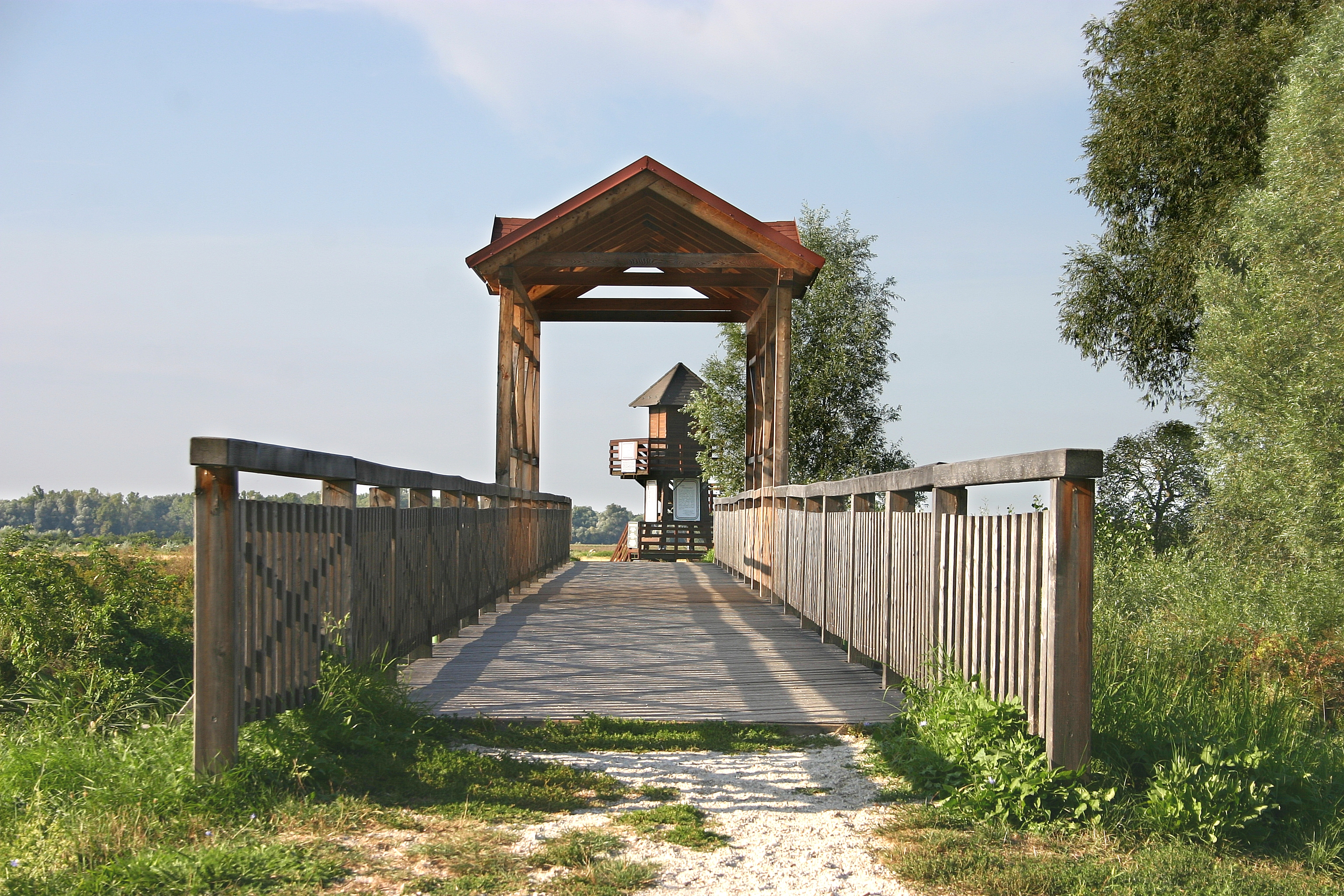
In diese Richtung flüchteten mehr als 70.000 Ungarn nach Österreich
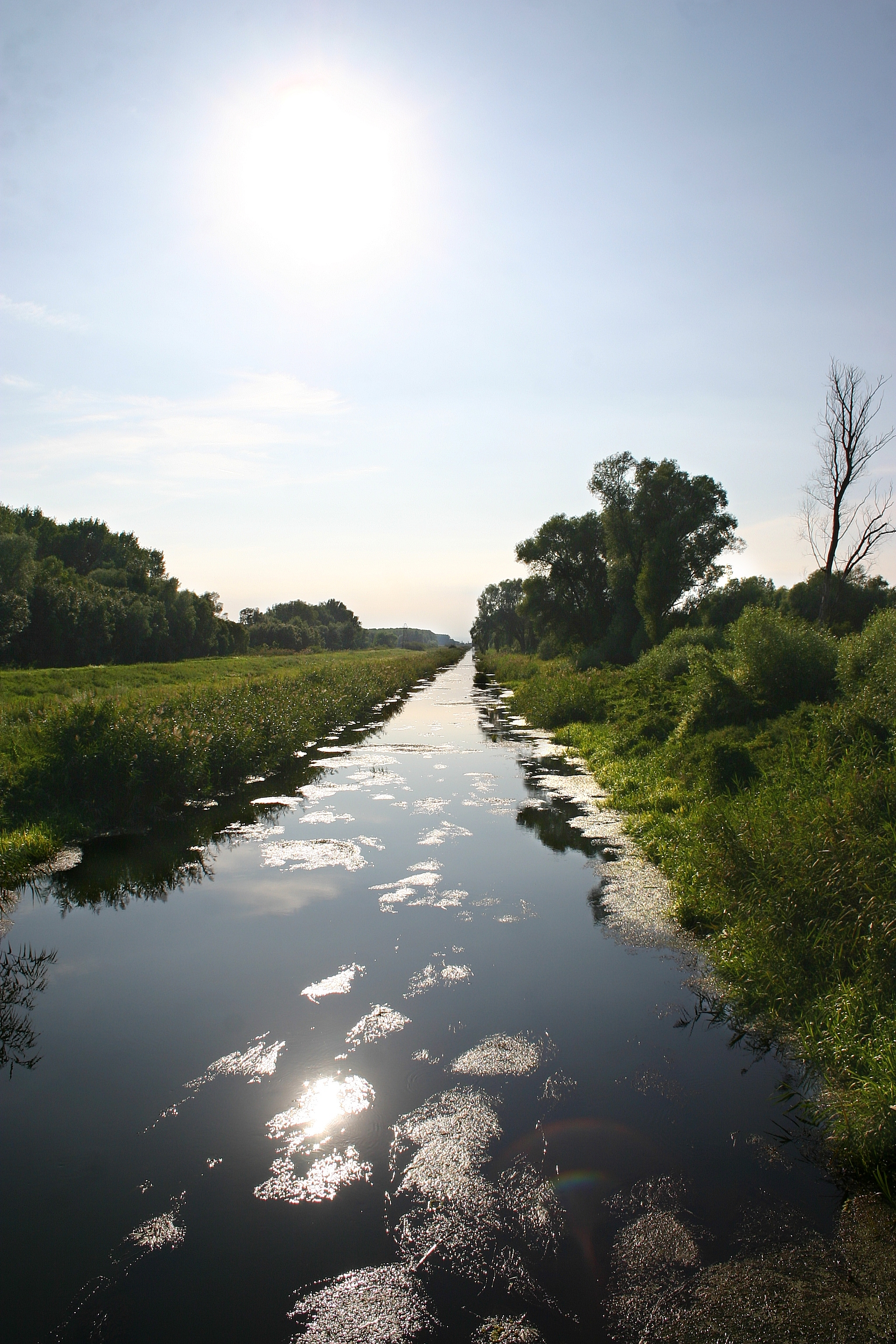
Der Einser-Kanal verläuft parallel zur Staatsgrenze zu Ungarn
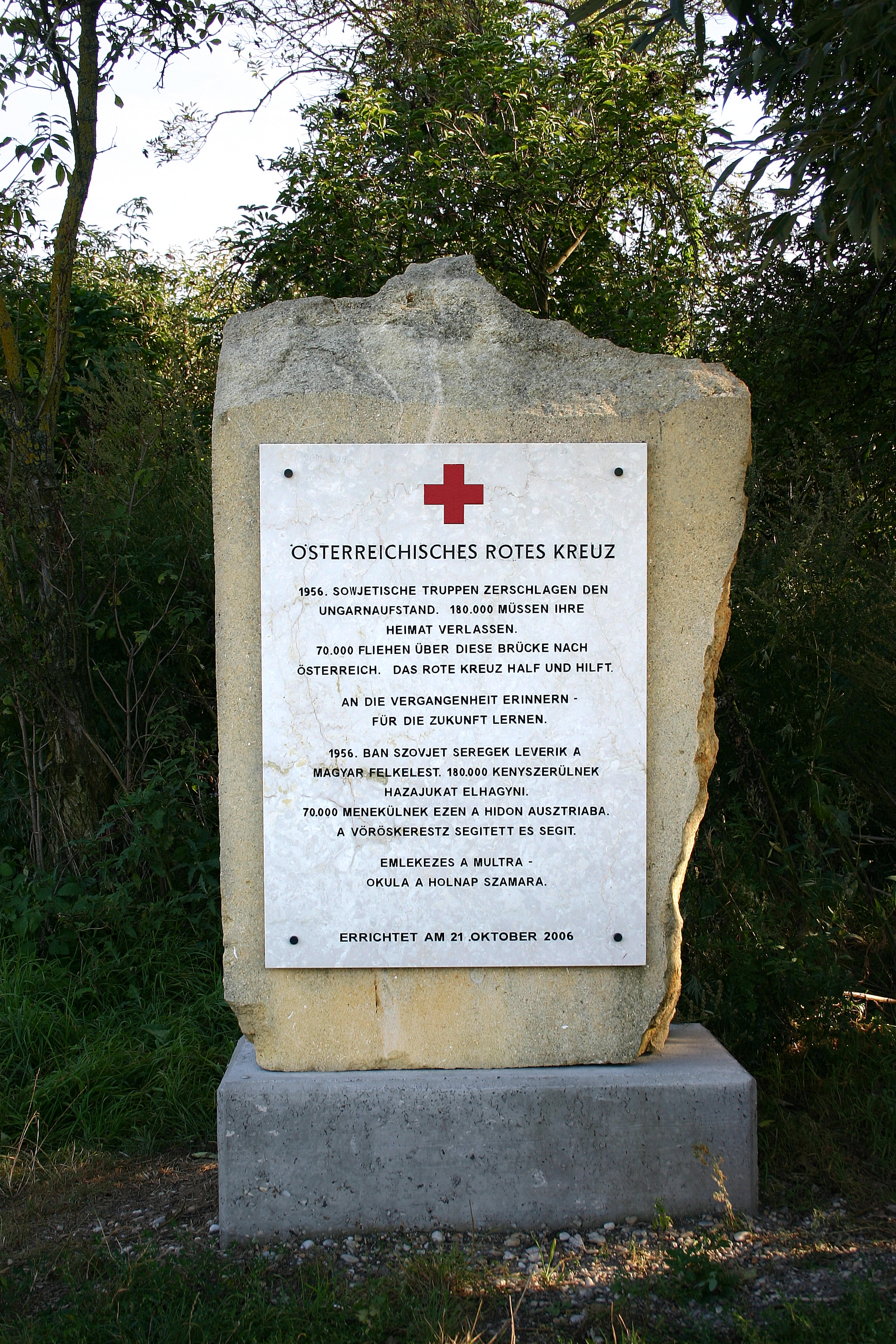
Gedenkstein des Österreichischen Roten Kreuzes anlässlich des 50. Jahrestages des Ungarischen Volksaufstands
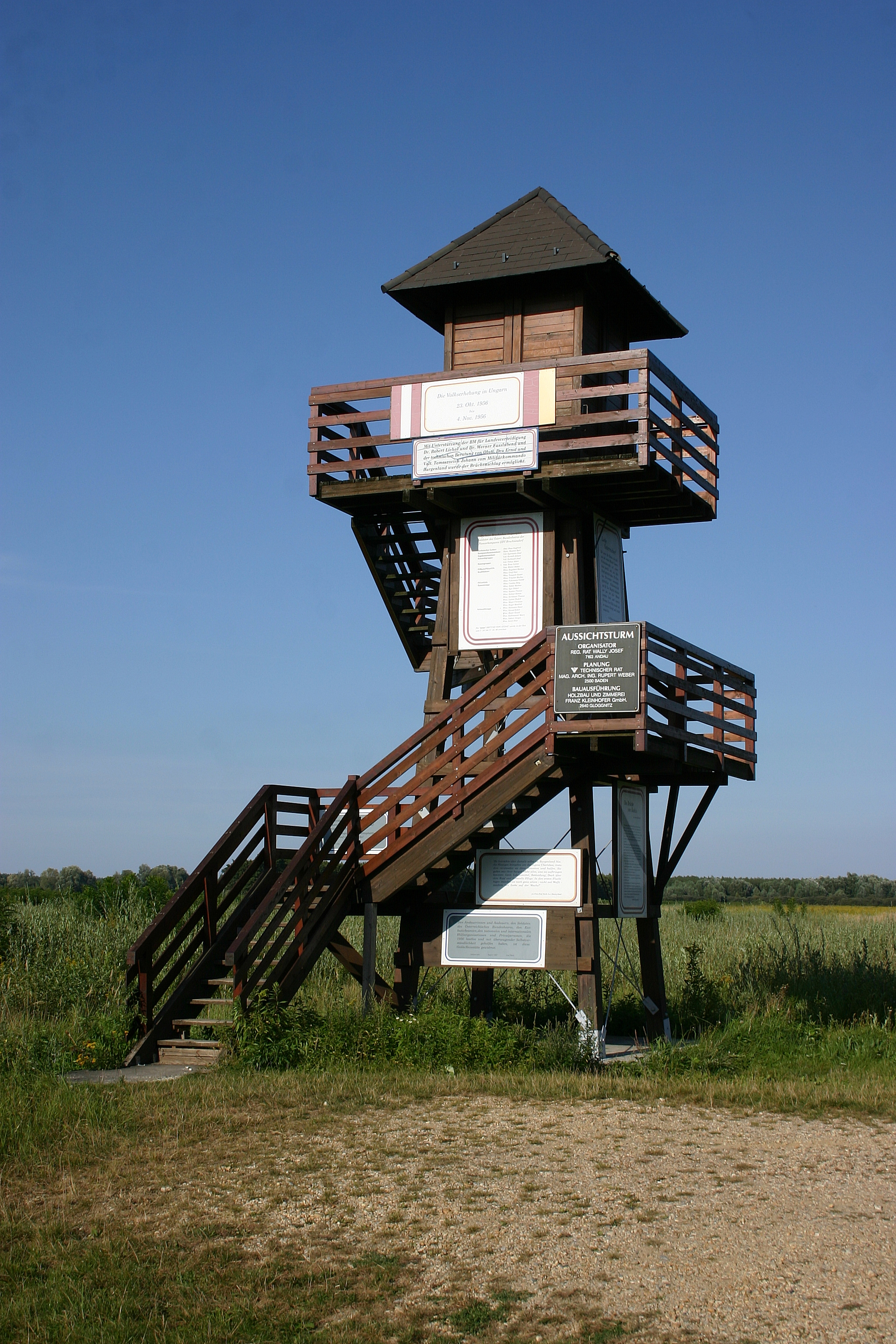
Aussichtsturm auf der österreichischen Seite neben der Brücke
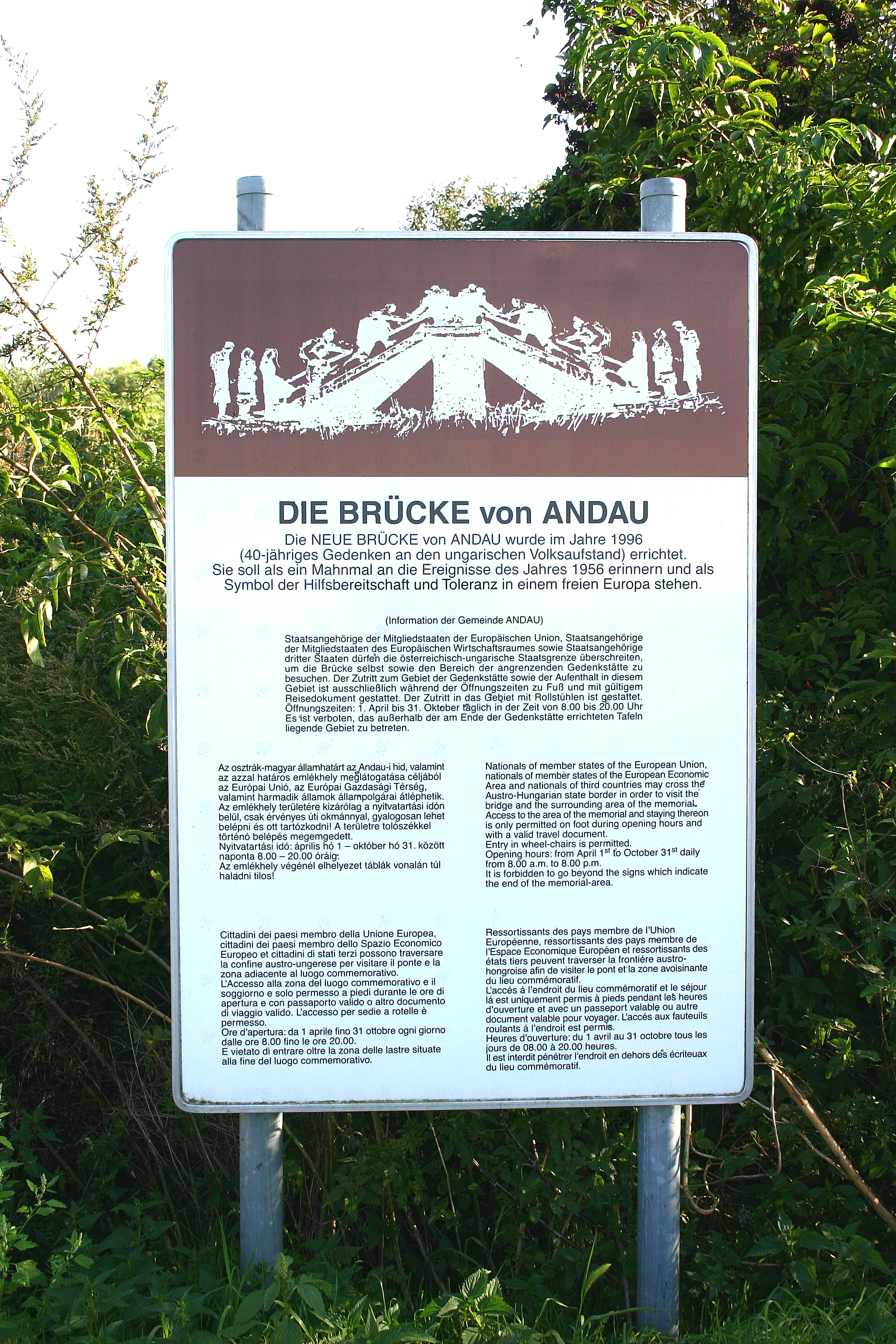
Gedenktafel bei der Brücke
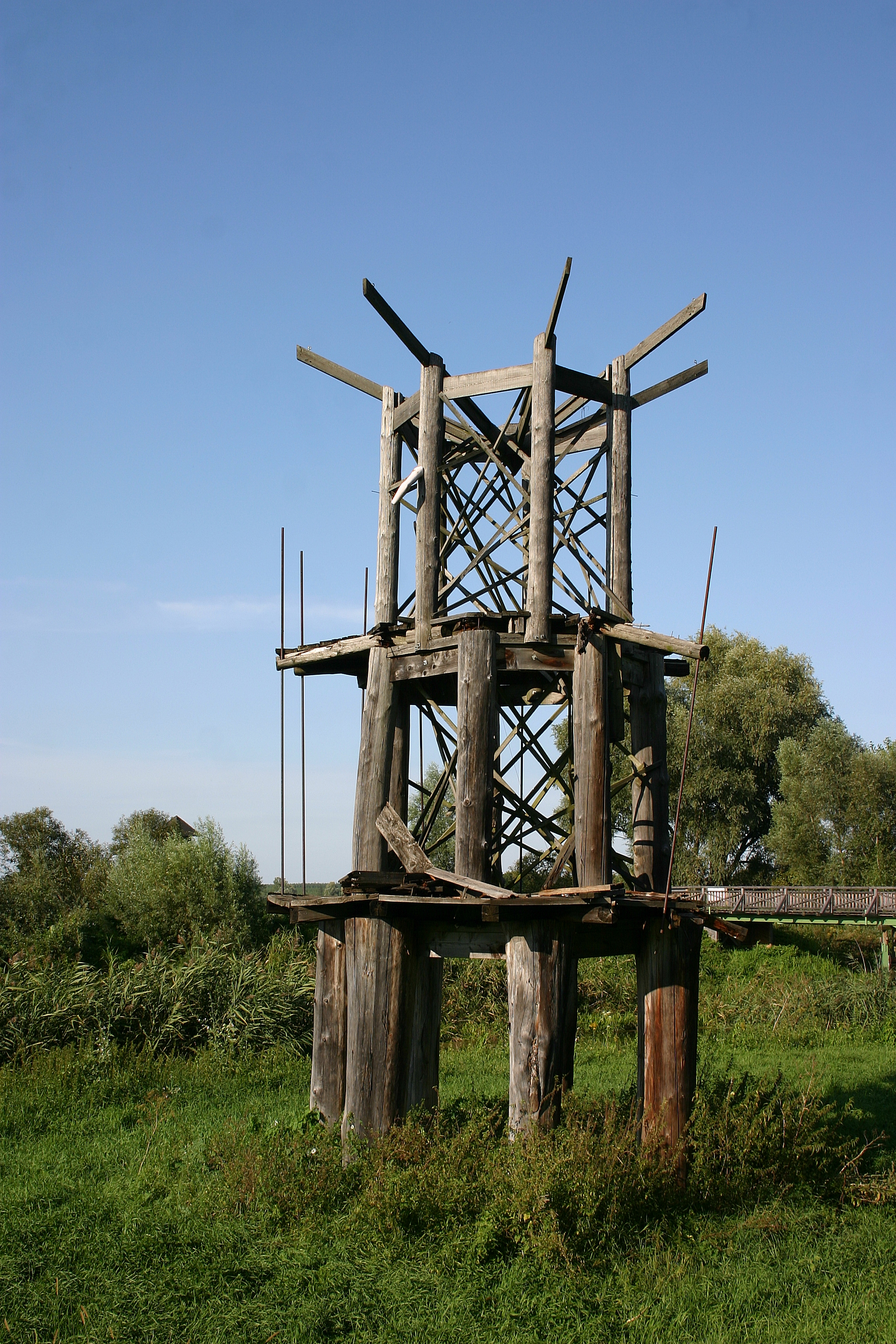
Mahnmal auf der ungarischen Seite des Kanals (2008)